# Pahuatahu
Pahuatahu är en ort i Mexiko.   Den ligger i kommunen Cuetzalan del Progreso och delstaten Puebla, i den sydöstra delen av landet, 190 km öster om huvudstaden Mexico City. Pahuatahu ligger 419 meter över havet och antalet invånare är 151.
Terrängen runt Pahuatahu är varierad. Runt Pahuatahu är det tätbefolkat, med 383 invånare per kvadratkilometer. Närmaste större samhälle är Ciudad de Cuetzalan, 8,2 km sydväst om Pahuatahu. I omgivningarna runt Pahuatahu växer huvudsakligen savannskog.